# Scapsipedus meridianus
Scapsipedus meridianus är en insektsart som beskrevs av Otte, D. och Cade 1984. Scapsipedus meridianus ingår i släktet Scapsipedus och familjen syrsor. Inga underarter finns listade i Catalogue of Life.